# صنعت نفت عربستان سعودی
صنعت نفت عربستان سعودی بزرگ‌ترین صنعت موجود در عربستان سعودی است که دستاورد آن تبدیل شدن عربستان به بزرگ‌ترین صادرکننده نفت خام و سومین تولیدکننده نفت در جهان است. صادرات نفت، ۹۰ درصد صادرات این کشور و ۵۰ درصد تولید ناخالص داخلی (GDP) این کشور را شامل می‌شود.
میدان نفتی غوار بزرگ‌ترین میدان نفتی جهان در خاور عربستان و مناطق شیعه‌نشین آن قرار دارد.

## سعودی آرامکو
شرکت سعودی آرامکو، بزرگ‌ترین شرکت نفتی جهان، بهره‌بردار اصلی ذخایز نفت و گاز طبیعی عربستان سعودی است. وزیر نفت عربستان که مسئول اصلی طرح‌های نفتی این کشور است می‌بایست از میان خانواده سلطنتی عربستان (آل سعود) و با تأیید این شرکت انتخاب شود.
این شرکت در سال ۲۰۱۸ روازنه ۱۳/۶ میلیون بشکه نفت تولید کرد.

## برتری
یکی از برتری‌های استخراج نفت در عربستان، ساده بودن استحصال آن است؛ زیرا در عربستان، نفت به سطح زمین نزدیک است؛ بنابراین استخراج نفت در برخی میدان‌های نفتی عربستان سعودی بسیار ارزان تمام می‌شود. به گونه‌ای که در برخی میدان‌ها قیمت تمام‌شده نفت، کمتر از ۱۰ دلار آمریکا است.